# 知多蒸溜所
知多蒸溜所（ちたじょうりゅうじょ、英語: Chita Distillery）は、愛知県知多市北浜町にあるジャパニーズ・ウイスキーの蒸留所。日本最大のグレーンウイスキー蒸留所であり、生産した原酒の多くは響や角瓶をはじめとしたサントリー所有のブレンデッドウイスキーに使用されているほか、2015年からは「サントリーウイスキー 知多」としても販売されている。

## 歴史
知多蒸溜所は1972年にサントリーと全国農業協同組合中央会（JA）の共同出資で設立された「株式会社サングレイン」によって設立された。サントリーとJAの持ち株比率は50%ずつである。翌1973年に蒸留所が竣工し、グレーンウイスキーの製造を開始した。設立された1972年は日本国内のウイスキー需要が高まっていた時期であり、その後1977年には第2プラントを増設、1980年にはグレーンウイスキーの年間生産量4,000万リットルを達成している。
蒸留所は愛知県の知多半島にある臨海工業地帯の一角、「穀物基地」と称される穀物の輸入が盛んなエリアに位置する。敷地の隣にはJAが所有する全農サイロがあり、そこから直接ベルトコンベアで原料を搬入している。
創業からしばらく経つとグレーンウイスキー以外の酒も生産するようになり、1985年にはスピリッツを、1996年には原料用アルコールの生産を開始している。2008年には創業からのグレーンウイスキーの累計生産量が10億リットルを、2017年にはグレーンウイスキーの年間生産量が5,000万リットルに到達した。2019年には社名を「サントリー知多蒸溜所株式会社」に変更した。なお、持ち株比率に変動はない。
2022年にはカフェ式連続蒸留器を1セット設置した。カフェ式はそれまでの連続式蒸留器と異なり原料の風味が残りやすい特徴がある。

## 製造
生産能力は年間5400万リットルであり、日本最大のグレーンウイスキー蒸留所である。知多のグレーンウイスキー蒸留所としての特徴は、蒸留塔の使用数を変えることで3種類の原酒を造り分けている点にある。

### 製麦・仕込み・発酵
知多グレーンの主原料はとうもろこしであり、アメリカ産の黄色デント種のとうもろこし（イエローデントコーン）と、フィンランド産を中心とした大麦麦芽が主に使われる。大麦麦芽は主に糖化を促進させるために使われており、とうもろこし9割に対して1割の麦芽が投入される。敷地の隣にはJAが所有する全農サイロがあり、そこから直接ベルトコンベアで各種原料を搬入している。サイロの容量は1,000トンにも及び、とうもろこし用サイロが2塔、麦芽用サイロが2塔ある。なお、知多に製麦施設は存在しない。
知多半島には大きな河川がないため、仕込み水には愛知用水が使われている。水源は木曽川で、硬度は18mg/Lである。
原料のとうもろこしはハンマーミルで粉砕されて水と混ぜられ、連続式のクッカーで加圧および加熱される。その際の温度は100～150℃。その後65℃まで温度を下げて六条大麦の麦芽が投入され、糖化される。なお、ハンマーミルとクッカーはどちらも2022年に更新されたものである。
糖化によってできあがった麦汁はろ過せずファーメンター（ウォッシュバックのこと）に移され、発酵が行われる。ファーメンターはステンレス製で容量は72～75万リットルのものが12基あり、発酵時間は50～85時間である。酵母はウイスキー酵母を使う。

### 蒸留
知多にはグレーンウイスキー製造用の連続式蒸留器が2セットある。ひとつは多塔式連続蒸留器で、4つの蒸留塔で構成されている。塔の高さは約30m。もうひとつはカフェ式連続蒸留器で、ふたつの蒸留塔で構成されている。加熱方式は蒸気加熱式で、冷却方式はシェル＆チューブとプレート式を併用している。また、これらの連続式蒸留器は珍しいことに屋外に設置されている。
多塔式連続蒸留器は知多のメインとなる蒸留器で、4塔の蒸留塔を使い分けることによってヘビー、ミディアム、クリーンという3種類の原酒を造り分けており、4塔の内訳はモロミ塔（シーブトレイ式）、抽出塔、精留塔（銅製バルブキャップ式）、精製塔（銅製バルブキャップ式）である。多塔式は一度蒸溜を始めると数ヶ月にわたって24時間連続で稼働し続ける。
ヘビー原酒はモロミ塔と精留塔のふたつを使って生産される。芳醇な穀物風味が残り、その香りはかつおぶしにもたとえられる。ウイスキーワールド2007年1月号では「スパイシーで草っぽい。使い様によっては面白い」と評されている。ミディアム原酒はモロミ塔、抽出塔、精留塔の3つを使って生産される。バランスのよい穀物香が特徴で、ウイスキーワールド2007年1月号では「よりクックドされて香ばしい。熟成によって変わりそう」と評されている。クリーン原酒はモロミ塔、抽出塔、精留塔、精製塔のすべてを使って生産される。クリーンでほんのり甘みを感じる原酒であり、ウイスキーワールド2007年1月号では「軽くてエステリー。樽熟成によって変わりそう」と評されている。
カフェ式連続蒸留器は2022年の設備増強によって新設され、同年7月から本格稼働している。ふたつの蒸留塔から成り、多塔式に比べて原料の風味が残りやすく造り分けがしやすいことから、多彩な原酒を生産する目的で導入されたという。
また、上述のウイスキー用の蒸留器のほかにスピリッツ製造用の連続式蒸留器が2塔ある。

### 熟成
知多には熟成庫が存在せず、ニューメイクは山崎蒸溜所、白州蒸溜所、近江エージングセラーの3箇所に分けて熟成される。樽詰め時のアルコール度数は63%未満で、熟成する場所によって調整する。樽はバーボン樽が中心だが、他にもスパニッシュオーク樽、ワイン樽など多彩な樽を使い分けることで、原酒の造り分けを行っている。

## 製品

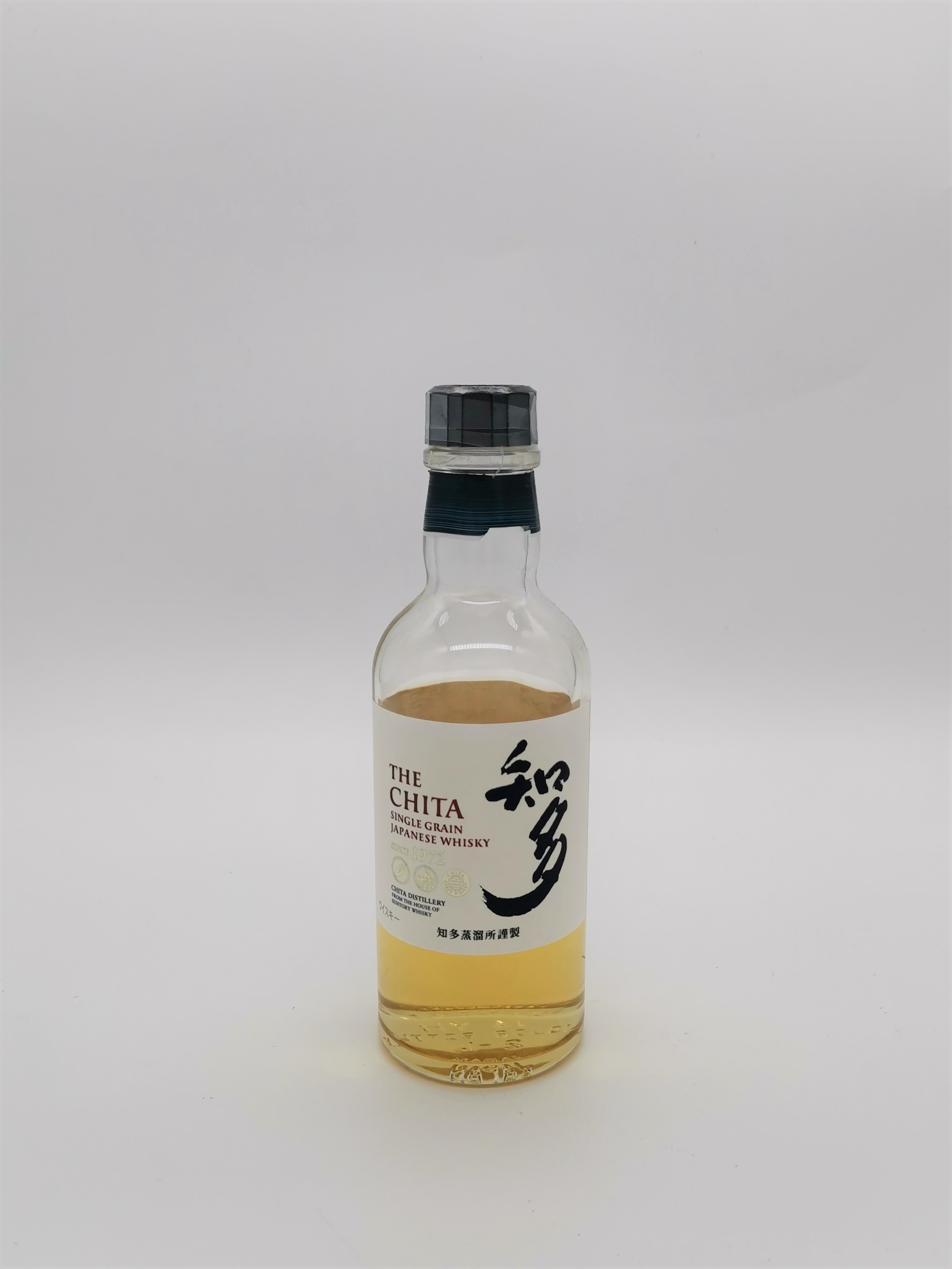
サントリーウイスキー「知多」180ml

知多は創業以来サントリーのブレンデッドウイスキー用のグレーン原酒を生産しており、言わば「脇役」的な立ち位置にあった。2014年になると愛知県内の飲食店限定で「知多蒸溜所」を発売し、2015年9月1日にはサントリーウイスキー「知多」を発売した。これは知多蒸溜所産のグレーンウイスキーのみをボトリングしたシングルグレーンウイスキーである。「風香るハイボール」というキャッチコピーで売り出され、2022年現在ではサントリーの定番ブランドのひとつとして知られている。

### 現行のラインナップ
サントリーウイスキー「知多」
知多蒸溜所産のグレーンウイスキーのみをボトリングしたシングルグレーンウイスキー。サントリーは「軽やかな味わいとほのかに甘い香りが特長」だとしている。容量700 ml。アルコール度数43度。

### 使用されているブレンデッドウイスキー
- 響[3]
- サントリーオールド[3]
- サントリー角瓶[3]

## 受賞歴
インターナショナル・スピリッツ・チャレンジ（ISC）では、2017年に「サントリーシングルグレーンウイスキー 知多蒸溜所」が金賞を、2020年には「知多」が金賞をそれぞれ受賞している。
東京ウイスキー＆スピリッツコンペティション（TWSC）ではサントリーウイスキー「知多」が2020年に銀賞を、2021年に銅賞を、2022年に銀賞をそれぞれ受賞している。